# Clallam
Clallam (Klallam, S'Klallam, Nux Sklai Yem), pleme američkih Indijanaca porodice Salishan, najsrodniji grupi Songish, naseljeni na južnoj strani prolaza Juan de Fuca, između Port Discoveryja i rijeke Hoko, a kasnije i na plemenskom području Chimakum Indijanaca, Washington. Danas su organizirani u 3 plemena: 1) Lower Elwha Klallam Tribe na rezervatu Lower Elwha zapadno od Port Angeles, Washington,  utemeljenom 1968.; 2) Port Gamble S'Klallam Tribe, na rezervatu Port Gamble; 3) Jamestown S'Klallam Tribe ili Jamestown Tribe na malenom rezervatu Jamestown. 

## Ime
Ime Clallam, točnije Nux Sklai Yem znači  'strong people' . 

## Sela
- Elwah, ušće istoimene rijeke Elwah
- Hoko, ušće Hoko Creeka.
- Huiauulch, na mjestu današnjeg Jamestowna.
- Hunnint (ili) Hungi'ngit, Clallam Bay, ovaj 'grad' i Klatlawas antropologinja Erna Gunther (1927) zajedno naziva Xainañt.
- Kahtai, na Port Townsendu, naseljeno po uništenju plemena Chimakum.
- Kaquaith (Skakwiyel), na Port Discovery.
- Klatlawas, (Tlatlawai'is, Curtis; 1907-9), na zapadu zaljeva Clallam Bay; vidi Hunnint.
- Kwahamish, ribarsko selona rijeci Lyre River.
- Mekoös, na Beecher Bayu, otok Vancouver, Britanska Kolumbija.
- Pistchin, na Pysht Bay.
- Sequim  (Suktcikwiiñ), na zaljevu Sequim Bay ili Washington Harboru.
- Sestietl, Upper Elwah.
- Stehtlum,  Dungeness.
- Tclanuk, na Beecher Bayu, otok Vancouver, Britanska Kolumbija.
- Tsako, na nekadašnjem ušću rijeke Dungeness.
- Tsewhitzen, na Port Angeles Spit.
- Yennis, na Port Angeles ili False Dungeness.

## Povijest
Već sljedeće godine nakon što je 1787. otkriven prolaz Strait of Juan de Fuca u kojeg uplovljava trgovac krznom, Charles Barkley, Clallam Indijanci susreću prvog bijelca, to je Englez Robert Duffin kojega su napali na Discovery Bayu. Pripadnici ovog plemena očito su opasni ratnici. Tijekom 1840.-tih i 1850.-tih godina znatan dio ih velikim kanuima s poluotoka Olympic prelazi na kanadski otok Vancouver, gdje se udružuju sa Songish Indijancima i na Victoria Harbouru podižu sebi dva naselja. Godine 1854. zauzimaju područje plemena Chimakum, a 14 godina kasnije (1868) dvadesetšestorica Clallama pod vostvom poglavice Nu-mah, lokalno poznat kao Lame Jack, na New Dungeness Spitu napali su pripadnike plemena Tsimshian koji su ovdje bili zbog trgovine, i na povratku za Fort Simpson kod Prince Ruperta u Britanskoj Kolumbiji. Sedamnaestoricu Tsimshiana su pobili, a uspjela se bijegom spasiti tek jedna žena, koja je i ispričala ovi priču. Povod napadu bila je krađa jedne od Lame Jackovih žena. Ovaj pokolj ostao je zapisan kao Dungeness Massacre. 

## Etnografija
Kultura Clallama tipična je Obalnim Sališima, i dio je kulturnog područja Indijanaca Sjeverozapadne obale u kojoj glavni temelj materijalne kulture predstavlja crveni cedar. 
Clallami su poznati po svome tkalaštvu na dvije vrste tkalačkih stanova a koristili su dlaku 'planinske koze', životinje iz porodice Bovidae ili šupljorožaca, koja je rasprostranjena po padinama planina Rockies (Stjenjaka), drugi materijal koji se tkao je dlaka vunastih pasa i unutarnja kora (liko) cedrova Thuja plicata (crveni cedar) i Chamaecyparis nootkatensis (aljaski žuti cedar), drvo poznato kao pendula ili žalosni nutkanski čempres.
Kanui su također izrađivani od crvenog cedra, koji se među ostalim domorocima koristi uz Sjeverozapadnu obalu sve od Oregona do jugoistočne Aljaske. Crveni cedar koristio se i za izradu drvenih dasaka debljine od 7,5 do 15 centimetara (3 do 6 inči) i širokih dvije do tri stope (70 do 90 centimetara) koje su cijepali klinovima od jelenjih rogova ili dlijetima od dabrovih zubi ili kremena. Ove kuće bile su velike, četvrtaste, dimenzija od 40-100 (12 do 30 m.) ili više stopa s 14-20 stopa. Ove kuće su na dvije vode s rupama s propuštanje dima, kolektivne su, a svaka obitelj u njoj ima vlastito ognjište.

## Vanjske poveznice
- Callam Indian Tribe History
- Clallam Indians (slike)[neaktivna poveznica]
- Klallam tribe "who we were, who we are"